# Либерштет
Либерштет (њем. Lübberstedt) општина је у њемачкој савезној држави Доња Саксонија. Једно је од 11 општинских средишта округа Остерхолц. Према процјени из 2010. у општини је живјело 747 становника. Посједује регионалну шифру (AGS) 3356006.

## Географски и демографски подаци
Либерштет се налази у савезној држави Доња Саксонија у округу Остерхолц. Општина се налази на надморској висини од 14 метара. Површина општине износи 12,3 km². У самом мјесту је, према процјени из 2010. године, живјело 747 становника. Просјечна густина становништва износи 61 становника/km².